# Guillem de Masdovelles
Guillem de Masdovelles (L'Arboç segle XIV - Segle XV) va ser un poeta militar i polític català.
Va ser membre de la cort dels reis Martí l'Humà i Ferran I. El 1389 va participar en la guerra contra Bernat de Armagnac que intentava usurpar el tron de Joan I. Va ser també oïdor de comptes de la Generalitat de Catalunya.
Es va presentar a diversos Jocs Florals celebrats a Tolosa i a Barcelona, ciutat on va ser premiat. De la seva obra es conserven quinze poemes recollits en el Cançoner dels Masdovelles, escrites en un occità ple de catalanismes. És autor d'un sirventés dedicat a la campanya contra el comte de Armagnac escrit en to de burla, així com d'un altre realitzat per encàrrec del rei Martí durant la campanya de Catània.
Dels poemes conservats, en destaca el dedicat a Guillem de Cervelló així com els seus maldits en els quals s'acomiada de les seves dames. Es conserven també sis debats poètics mantinguts amb el seu nebot Joan Berenguer de Masdovelles, que traduí al català un poema de Guillem. El de Guillem, que duu per títol, "Cansso d'emor, feta per En Guillem de Masdovelles, la qual fonch coronada ha Barchalona", és escrita en provençal, mentre que la traducció de Joan Berenguer, en català, és feta pràcticament verbum verbo (mot a mot), mantenint-ne l'esquema sil·làbic i rímic, amb pocs canvis lèxics i molts canvis morfològics. Aquesta versió de Joan Berenguer ("Cansó d'emor, feta per mon car honcle, que Déus aga, En Guillem de Masdovellas, en llimoví, he mesa ho tornada en català per mi, Johan Berenguer, nebot seu") mostra que l'occità ja era considerat massa artificiós al segle xv.